# 天橋立温泉
天橋立温泉（あまのはしだておんせん）は、京都府宮津市（旧国丹後国）にある温泉。
既存の旅館街に誕生した歴史の浅い温泉地である。

## 泉質
- 含弱放射能・鉄（Ⅱ）―ナトリウム―塩化物泉
- 源泉温度 32.2℃
- 湧出量 80.1リットル／分（動力）

## 温泉街

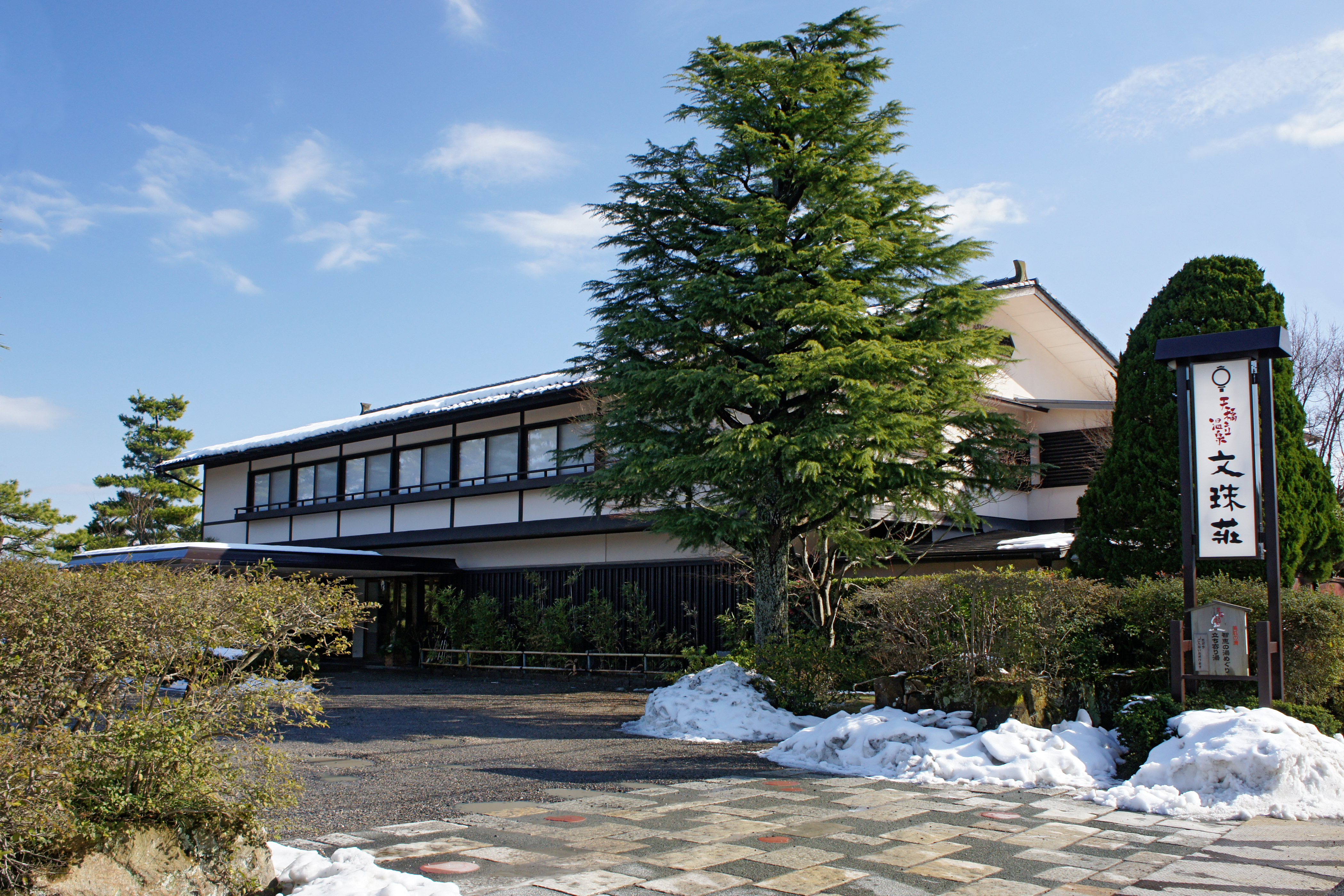
文殊地区にある温泉旅館

日本三景である天橋立を望む文殊堂で有名な智恩寺の門前である文殊地区には元々、観光拠点として多くの旅館、ホテルが集中していた。同温泉は既存の旅館街に誕生した温泉地であり、現在10軒の旅館、ホテルが引湯を行っている。
また、天橋立駅前には日帰り入浴施設「智慧の湯」があるほか、文殊以外の他地区でもボーリングが行われ、現在は近郷に3箇所の温泉地がある。

## 歴史
天橋立は近世以前から国内有数の景勝地として名を馳せ、また近年においても夏の海水浴、冬場のカニシーズンなど多くの行楽客が訪れる一大観光地であった。だが、温泉ブームが勃発すると温泉を持たない同地区は旅行客に次第に敬遠されるようになり、大幅に宿泊客が減少していた。
そのため、起死回生の活性化策として打ち出されたのが温泉開鑿であり、1999年（平成11年）ボーリングに成功、後に10軒の旅館、ホテルに引湯を行った。その泉質はかなり濃厚で、利用者からも美肌効果が高いと口コミなどで評判を呼び、一定の成功を収め、夕日ヶ浦と並ぶ丹後地区有数の温泉郷となり現在に至っている。
尚、京都府内では後に、嵐山地区、大原地区でも観光客誘致のための手段としてボーリングが行われ、掘削に成功している。

## アクセス
- 鉄道 : 京都丹後鉄道天橋立駅下車すぐ